# Onthophagus undulans
Onthophagus undulans là một loài bọ cánh cứng trong họ Bọ hung (Scarabaeidae).